# Amar Ammour
Amar Ammour (Aïn Hedjel, 10 settembre 1976) è un ex calciatore algerino, centrocampista.